# ジミ・シンプソン
ジミー・シンプソン（Jimmi Simpson,  1975年11月21日 - ）は、アメリカ合衆国の俳優である。

## 来歴
1975年にニュージャージー州のハケッツタウンに生まれる。3人兄弟の末っ子だった。ペンシルバニア州にあるBloomsburg University of Pennsylvaniaで演劇を学び、大学卒業後はノースカロライナ州の劇場で働きながら演劇活動を開始。マサチューセッツ州で行われたウィリアムズ・タウン・シアターフェスティバルには4年連続で出場している。後の2000年に製作されたミーナ・スヴァーリ主演のロマンティック・コメディ『恋は負けない』で映画デビュー。その後も舞台・テレビ・映画における様々な分野で役者活動に精進した。2008年には『The Farnsworth Invention』という演目でブロードウェイデビューも果たす。同作品ではテレビの開発者として知られるフィロ・ファーンズワースを熱演。その演技力が高く評価され、シアター・ワールド・アワードを受賞した。
それ以来、数多くのテレビドラマへも出演し、キーファー・サザーランド主演の『24 -TWENTY FOUR-』やサスペンスドラマの『コールドケース 迷宮事件簿』、『CSI:科学捜査班』などの多くの話題作にゲスト出演をしている。映画においてもデヴィッド・フィンチャー監督の『ゾディアック』やスティーヴ・カレル主演の『デート & ナイト』、ティム・バートンが製作を務めた『リンカーン/秘密の書』などの話題作にも出演しており、順調にキャリアを重ねている。

### 私生活
2001年、スティーヴン・キング原作のテレビドラマ『ローズ・レッド』で共演したニュージーランド出身の女優メラニー・リンスキーと2005年に婚約。2007年にニュージーランドで挙式した。しかし2012年に離婚している。

## 主な出演作品

### 映画
| 公開年 | 邦題 原題                                                                   | 役名                     | 備考 |
| ------ | --------------------------------------------------------------------------- | ------------------------ | ---- |
| 2000   | 恋は負けない Loser                                                          | ノア                     |      |
| 2004   | 恋のミニスカウエポン D.E.B.S.                                               | スカッド                 |      |
| 2005   | ハービー/機械じかけのキューピッド Herbie Fully Loaded                       | クラッシュ               |      |
| 2006   | DEATH GAME デスゲーム Stay Alive                                            | フィニアス               |      |
| 2006   | セラフィム・フォールズ Seraphim Falls                                       | ビッグ・ブラザー         |      |
| 2007   | ちっちゃなパイパイ大作戦! Itty Bitty Titty Committee                        | クリス                   |      |
| 2007   | ゾディアック Zodiac                                                         | マイク・マギュー         |      |
| 2009   | ウソから始まる恋と仕事の成功術 The Invention of Lying                       | ボブ                     |      |
| 2009   | カジノをぶっつぶせ! -僕と彼女のド田舎生活- Taking Chances                   | チャーリー・カルボナーラ |      |
| 2010   | デート & ナイト Date Night                                                  | アームストロング         |      |
| 2010   | ザ☆ビッグバン!! The Big Bang                                                | ニールス・ゲック         |      |
| 2012   | リンカーン/秘密の書 Abraham Lincoln: Vampire Hunter                         | ジョシュア・スピード     |      |
| 2013   | ホワイトハウス・ダウン White House Down                                     | スキップ・タイラー       |      |
| 2013   | ジョン・ディーの魔導書-エバーモアの戦い- Knights of Badassdom               | ロニー・クォック         |      |
| 2018   | アンダー・ザ・シルバーレイク Under the Silver Lake                          | アレン                   |      |
| 2020   | アオラレ Unhinged                                                           | アンディ                 |      |
| 2021   | ブレイキング・ニュース・イン・ユバ・カウンティ Breaking News in Yuba County | ピーティ・ボタンズ       |      |
| 2021   | シルクロード.com -史上最大の闇サイト- Silk Road                             | クリス・ターベル         |      |
| 2022   | Studio 666/スタジオ666 Studio 666                                           | 会場係員                 |      |

### テレビシリーズ
| 放映年    | 邦題 原題                                                         | 役名                          | 備考                    |
| --------- | ----------------------------------------------------------------- | ----------------------------- | ----------------------- |
| 2002      | スティーヴン・キングのローズレッド Rose Red                       | ケヴィン・ボリンジャー        | ep1-3                   |
| 2002      | ザ・ディヴィジョン 5人の女刑事たち The Division                   | ショーン・タウンゼント        | S2 ep5                  |
| 2002      | 24 -TWENTY FOUR- 24                                               | クリス                        | S2 ep2-4                |
| 2003      | NYPDブルー NYPD Blue                                              | マイク                        | S10 ep13                |
| 2003      | コールドケース 迷宮事件簿 Cold Case                               | ライアン・ベイズ              | S1 ep4                  |
| 2005      | カーニバル Carnivàle                                              | リー                          | S2 ep3-4                |
| 2005-2023 | フィラデルフィアは今日も晴れ It's Always Sunny in Philadelphia    | リアム・マクポイル            | 8エピソード             |
| 2006      | マイネーム・イズ・アール My Name Is Earl                          | デヴィッド・ヘイズ            | S2 ep10-11              |
| 2008      | イレブンス・アワー Eleventh Hour                                  | ウィル・サンダース            | ep1                     |
| 2001-2009 | CSI:科学捜査班 CSI: Crime Scene Investigation                     | トーマス /トム                | S2 ep4 / S9 ep9-10      |
| 2009      | Dr.HOUSE House M.D.                                               | ダニエル・ブレッソン          | S5 ep15                 |
| 2009      | バーチャリティ12 Virtuality                                       | バーチャルマン                | テレビ映画 (パイロット) |
| 2009-2013 | サイク/名探偵はサイキック? Psych                                  | メアリー・ライトリー          | 4エピソード             |
| 2010      | PARTY DOWN パーティーダウン ケータリングはいつも大騒ぎ Party Down | ジャッカル・オナシス / デニス | S2 ep1                  |
| 2011      | ママと恋に落ちるまで How I Met Your Mother                        | ピート・ダーケンソン          | S7 ep2                  |
| 2011-2012 | ブレイクアウト・キング Breakout Kings                             | ロイド・ラウリー              | 23エピソード            |
| 2013-2016 | PERSON of INTEREST 犯罪予知ユニット Person of Interest            | ローガン・ピアース            | S2 ep14 / S5 ep11       |
| 2014      | ニュースルーム The Newsroom                                       | ジャック・スパニエル          | S3 ep2-4                |
| 2014-2015 | ハウス・オブ・カード 野望の階段 House of Cards                    | ギャヴィン・オルセイ          | 17エピソード            |
| 2016      | ハップとレナード Hap and Leonard                                  | ソルジャー                    | 6エピソード             |
| 2016      | THIS IS US This Is Us                                             | アンディ・ファナン            | S1 ep10                 |
| 2016-2020 | ウエストワールド Westworld                                        | ウィリアム                    | 12エピソード            |
| 2017      | ワームウッド -苦悩- Wormwood                                      | CIAエージェント               | ep4, 6                  |
| 2017      | ブラックミラー Black Mirror                                       | ジェームズ・ウォルトン        | S4 ep1                  |
| 2018      | Unsolved: 未解決ファイルを開いて Unsolved                         | ラッセル・プール              | 10エピソード            |
| 2020      | トワイライト・ゾーン Twilight Zone                                | フィル・ヘイズ                | S2 ep1                  |
| 2022      | 地球に落ちて来た男 The Man Who Fell to Earth                      | スペンサー・クレイ            | 8エピソード             |
| 2022      | 腹ぺこフィルのグルメ旅 Somebody Feed Phil                         | 本人                          | S5 ep1                  |
| 2022-2024 | パチンコ - Pachinko Pachinko                                      | トム・アンドリュース          | 12エピソード            |
| 2024      | ダーク・マター Dark Matter                                        | ライアン・ホールダー          | 9エピソード             |

### その他
- Slo-Mo (2001) ※短編
- The Academy (2003) ※ビデオ作品
- Wanted: Weapons of Fate (2009) ※ビデオゲーム
- レイト・ショー・ウィズ・デイヴィッド・レターマン Late Show with David Letterman (2008 - 2009) ※出演
- The Death and Return of Superman (2011) ※短編
- Fifteen Digits (2012) ※ビデオ作品